# 1894 год
1894 (ты́сяча восемьсо́т девяно́сто четвёртый) год  по григорианскому календарю — невисокосный год, начинающийся в понедельник. Это 1894 год нашей эры, 4‑й год 10‑го десятилетия XIX века 2‑го тысячелетия, 5‑й год 1890‑х годов. Он закончился 131 год назад.
| Пн | Вт | Ср | Чт | Пт | Сб | Вс |
| 1  | 2  | 3  | 4  | 5  | 6  | 7  |
| 8  | 9  | 10 | 11 | 12 | 13 | 14 |
| 15 | 16 | 17 | 18 | 19 | 20 | 21 |
| 22 | 23 | 24 | 25 | 26 | 27 | 28 |
| 29 | 30 | 31 |    |    |    |    |

| Пн | Вт | Ср | Чт | Пт | Сб | Вс |
|    |    |    | 1  | 2  | 3  | 4  |
| 5  | 6  | 7  | 8  | 9  | 10 | 11 |
| 12 | 13 | 14 | 15 | 16 | 17 | 18 |
| 19 | 20 | 21 | 22 | 23 | 24 | 25 |
| 26 | 27 | 28 |    |    |    |    |

| Пн | Вт | Ср | Чт | Пт | Сб | Вс |
|    |    |    | 1  | 2  | 3  | 4  |
| 5  | 6  | 7  | 8  | 9  | 10 | 11 |
| 12 | 13 | 14 | 15 | 16 | 17 | 18 |
| 19 | 20 | 21 | 22 | 23 | 24 | 25 |
| 26 | 27 | 28 | 29 | 30 | 31 |    |

| Пн | Вт | Ср | Чт | Пт | Сб | Вс |
|    |    |    |    |    |    | 1  |
| 2  | 3  | 4  | 5  | 6  | 7  | 8  |
| 9  | 10 | 11 | 12 | 13 | 14 | 15 |
| 16 | 17 | 18 | 19 | 20 | 21 | 22 |
| 23 | 24 | 25 | 26 | 27 | 28 | 29 |
| 30 |    |    |    |    |    |    |

| Пн | Вт | Ср | Чт | Пт | Сб | Вс |
|    | 1  | 2  | 3  | 4  | 5  | 6  |
| 7  | 8  | 9  | 10 | 11 | 12 | 13 |
| 14 | 15 | 16 | 17 | 18 | 19 | 20 |
| 21 | 22 | 23 | 24 | 25 | 26 | 27 |
| 28 | 29 | 30 | 31 |    |    |    |

| Пн | Вт | Ср | Чт | Пт | Сб | Вс |
|    |    |    |    | 1  | 2  | 3  |
| 4  | 5  | 6  | 7  | 8  | 9  | 10 |
| 11 | 12 | 13 | 14 | 15 | 16 | 17 |
| 18 | 19 | 20 | 21 | 22 | 23 | 24 |
| 25 | 26 | 27 | 28 | 29 | 30 |    |

| Пн | Вт | Ср | Чт | Пт | Сб | Вс |
|    |    |    |    |    |    | 1  |
| 2  | 3  | 4  | 5  | 6  | 7  | 8  |
| 9  | 10 | 11 | 12 | 13 | 14 | 15 |
| 16 | 17 | 18 | 19 | 20 | 21 | 22 |
| 23 | 24 | 25 | 26 | 27 | 28 | 29 |
| 30 | 31 |    |    |    |    |    |

| Пн | Вт | Ср | Чт | Пт | Сб | Вс |
|    |    | 1  | 2  | 3  | 4  | 5  |
| 6  | 7  | 8  | 9  | 10 | 11 | 12 |
| 13 | 14 | 15 | 16 | 17 | 18 | 19 |
| 20 | 21 | 22 | 23 | 24 | 25 | 26 |
| 27 | 28 | 29 | 30 | 31 |    |    |

| Пн | Вт | Ср | Чт | Пт | Сб | Вс |
|    |    |    |    |    | 1  | 2  |
| 3  | 4  | 5  | 6  | 7  | 8  | 9  |
| 10 | 11 | 12 | 13 | 14 | 15 | 16 |
| 17 | 18 | 19 | 20 | 21 | 22 | 23 |
| 24 | 25 | 26 | 27 | 28 | 29 | 30 |

| Пн | Вт | Ср | Чт | Пт | Сб | Вс |
| 1  | 2  | 3  | 4  | 5  | 6  | 7  |
| 8  | 9  | 10 | 11 | 12 | 13 | 14 |
| 15 | 16 | 17 | 18 | 19 | 20 | 21 |
| 22 | 23 | 24 | 25 | 26 | 27 | 28 |
| 29 | 30 | 31 |    |    |    |    |

| Пн | Вт | Ср | Чт | Пт | Сб | Вс |
|    |    |    | 1  | 2  | 3  | 4  |
| 5  | 6  | 7  | 8  | 9  | 10 | 11 |
| 12 | 13 | 14 | 15 | 16 | 17 | 18 |
| 19 | 20 | 21 | 22 | 23 | 24 | 25 |
| 26 | 27 | 28 | 29 | 30 |    |    |

| Пн | Вт | Ср | Чт | Пт | Сб | Вс |
|    |    |    |    |    | 1  | 2  |
| 3  | 4  | 5  | 6  | 7  | 8  | 9  |
| 10 | 11 | 12 | 13 | 14 | 15 | 16 |
| 17 | 18 | 19 | 20 | 21 | 22 | 23 |
| 24 | 25 | 26 | 27 | 28 | 29 | 30 |
| 31 |    |    |    |    |    |    |

## События

### Январь
- 4 января — император России Александр ІІІ и президент Франции Сади Карно ратифицировали военную конвенцию 1892 года, поставив точку в заключении Франко-русского союза.
- 6 января — основана Социал-демократическая рабочая партия Венгрии[1].

### Февраль
- 5 февраля — во Франции гильотинирован анархист Огюст Вайан, бросивший бомбу в зал заседаний парламента[2].
- 10 февраля — между Россией и кайзеровской Германией заключён торговый договор, позволивший дешёвому российскому зерну пойти на германский рынок. Договор вызывает возмущение немецкого юнкерства политикой рейхсканцлера Лео фон Каприви[3].

### Апрель
- 2 апреля — в Будапеште прошли торжественные похороны скончавшегося в эмиграции Лайоша Кошута[1].
- 22 апреля — в Венгрии произошло крестьянское восстание в Ходмезёвашархейе. Во всём Альфёльде введено осадное положение[1].

### Май
- 22 мая — во Франции ушёл в отставку кабинет Жана Казимира-Перье[2].
- 25 мая — в Австро-Венгрии суд в городе Клуж осудил 13 румынских лидеров (т. н. Меморандум-процесс), передавших в 1892 году меморандум императору Францу-Иосифу. Запрещена Румынская национальная партия[4].
- 30 мая — во Франции сформирован кабинет Шарля Дюпюи[5].

### Июнь
- 19 июня — Жюль Гед внёс законопроект об отмене закона 12 декабря 1893 года, ограничивающего свободу печати во Франции[6].
- 24 июня — на конгрессе в Париже, созванном по инициативе барона Пьера де Кубертена, приняты решения об образовании Международного олимпийского комитета и проведении раз в четыре года Олимпийских игр.
- 24 июня — на выставке в Лионе анархист Казерио смертельно ранил президента Франции Сади Карно[2].
- 27 июня — президентом Франции избран Жан Казимир-Перье[6].

### Июль
- 13 июля — из состава французской колонии Конго выделена колония Убанги-Шари[7].
- 22 июля — во Франции прошли первые автомобильные соревнования: «Paris-Rouen Trail».
- 23 июля — японские солдаты совершили переворот и привели к власти в Корее прояпонское правительство[8].
- 25 июля — потоплением парохода «Гао Шэн» с китайскими солдатами Япония начинает военные действия против Китая в Корее. Начало Японо-китайской войны[8].
- 27 июля — новое правительство Кореи официально просит Японию помочь изгнать из страны китайские войска[8].

### Август
- 1 августа — Япония официально объявила войну Китаю[8].
- 7 августа — войска США высадились в порту Блуфилдс (Москитный берег).
- 14 августа
  - Договор между Францией и Бельгией установил границу их африканских владений по рекам Убанги и Мбому до линии водораздела реки Конго с Нилом[7].
  - На заседании Британской ассоциации содействия развитию науки в Оксфордском университете Оливер Лодж произвёл первую успешную демонстрацию радиотелеграфии, передав сигнал азбуки Морзе на 40 метров. Также он скомпоновал радиоприёмник, который состоял из когерера собственного изобретения, источника тока, реле и гальванометра. Этот опыт стал важной вехой в создании радио.

### Сентябрь
- 18 сентября — скоропостижно скончался диктатор Колумбии Рафаэль Нуньес, направлявшийся из своей резиденции в Картахене в охваченную голодными волнениями Боготу. К власти пришёл вице-президент Мигель Каро[9].
- 20 сентября — журналист Жеро-Ришар опубликовал статью «Долой Казимира!», направленную против президента Франции Жана Казимира-Перье. Журналист отдан под суд, однако его защищал Жан Жорес, который обвинил президента в разврате и организации оргий[10].

### Октябрь
- 15 октября — Альфред Дрейфус арестован по обвинению в шпионаже — началось так называемое дело Дрейфуса[11].
- 24 октября — Япония перенесла военные действия на территорию Северо-Восточного Китая[8].
- 26 октября — отправлен в отставку рейхсканцлер Германии генерал Лео фон Каприви[12], вступивший в конфликт с фаворитом кайзера Вильгельма II графом фон Эйленбургом.
- 28 октября — рейхсканцлером Германии назначен наместник Эльзас-Лотарингии Хлодвиг Гогенлоэ[12].
- 29 октября — Открыт Театральный музей имени А. А. Бахрушина, первый московский литературно-театральный музей.

### Ноябрь
- 1 ноября — вследствие хронического интерстициального нефрита с последовательным поражением сердца и сосудов, в Ливадии скончался Александр III[13][14]
- 17 ноября — основана Народная католическая партия Венгрии[1].
- 20 ноября — общее собрание представителей населения Королевства Москитии (Москитового берега) признало суверенитет Никарагуа над этой территорией и объявило о переименовании королевства в департамент Селайя в честь президента Никарагуа[15].

### Декабрь
- 10 декабря — в Венгрии принят закон о гражданском браке[1].

### Без точных дат
- Чемпионом мира по шахматам стал Эм. Ласкер.
- Начавшееся революционное движение, во главе которого шла партия Тога-куто, заставило корейского короля обратиться за помощью к Китаю. Китайское правительство послало свои войска в Корею, на что Япония ответила посылкой своих войск. Началась Японско-Китайская война 1894—1895 годов.
- Предполагаемый год исчезновения Новозеландских крапивников острова Стивенс. Истреблены котами, завезёнными на остров.
- В Санкт-Петербурге создано Управление дворцового коменданта, которое ведало дворцовой полицией. В 1905 году под его началом находились Особый отдел, дворцовая охрана, отряд «подвижной охраны», агентура.
- Основана Hershey’s

## Родились
См. также: Категория:Родившиеся в 1894 году

### Январь
- 7 января — Валентин Иванович Чернов советский музыкант, дирижёр, преподаватель (ум. 1980).
- 8 января — Максимилиан Кольбе, польский священник-францисканец и святой мученик, погибший в Освенциме в 1941 году, добровольно пошедший на смерть ради спасения товарища по несчастью, польского сержанта Францишека Гаёвничека.
- 15 января — Василий Сергеевич Немчинов, статистик, один из основоположников экономико-математического направления советской экономической науки (ум. 1964).
- 30 января — Борис III, царь Болгарии с 1918 года.

### Февраль
- 3 февраля
  - Норман Роквелл, американский художник и иллюстратор (ум. 1978).
  - Хуан Негрин Лопес, премьер-министр республиканской Испании в 1937—1939 годах (ум. 1956).

### Март
- 8 марта — Вяйнё Валдемар Аалтонен, финский скульптор (ум. 1966).

### Апрель
- 5 апреля — Ганс Хюттиг, штурмбаннфюрер СС, комендант концлагерей Нацвейлер-Штрутгоф и Герцогенбуш (ум. в 1980).
- 6 апреля — Иустин (Попович), православный богослов, святой Сербской церкви.
- 11 апреля — Марфа Вячеславовна Щепкина, русский славист и палеограф, доктор исторических наук.
- 15 апреля — Никита Сергеевич Хрущёв, советский государственный деятель, первый секретарь ЦК КПСС в 1953—1964 годах, председатель Совета Министров СССР в 1958—1964 годах (ум. 1971).

### Май
- 1 мая — Ильяс Жансугуров, казахский советский поэт, классик казахской литературы, первый председатель Союза писателей Казахстана (1934—1936), член РКП(б) с 1924 года.

### Июнь
- 4 июня — Фёдор Иванович Толбухин, советский военачальник, Маршал Советского Союза, Герой Советского Союза (ум. 1949).
- 26 июня — Пётр Леонидович Капица, советский физик (ум. 1984).

### Июль
- 13 июля — Исаак Бабель, советский писатель.
- 25 июля — Гаврило Принцип, сербский террорист, покушение которого на наследника австрийского престола стало поводом к началу Первой мировой войны.
- 26 июля — Олдос Хаксли, английский писатель.

### Август
- 2 августа — Шалва Николаевич Апхаидзе, грузинский советский писатель, поэт, критик и переводчик (ум. 1968).
- 21 августа — Александр Николаевич Самохвалов (ум. 1971), советский живописец, график, прикладник, монументалист, заслуженный деятель искусств РСФСР.

### Сентябрь
- 21 сентября – Абдур Рахман Чугтаи, национальный художник Пакистана.

### Октябрь
- 23 октября — Павел Семёнович Рыбалко, советский военачальник, маршал бронетанковых войск, дважды Герой Советского Союза (ум. 1948).

### Ноябрь
- 10 ноября — Георгий Иванов, один из крупнейших поэтов русской эмиграции.
- 26 ноября — Норберт Винер, математик, мыслитель, один из создателей кибернетики.
- 28 ноября — Фидлер, Аркадий, польский писатель.
- 29 ноября — Демьян Сергеевич Коротченко, украинский советский государственный и партийный деятель, Председатель Президиума Верховного Совета УССР в 1954—1969 годах, глава правительства советской Украины в 1938—1939, 1947—1954 годах (ум. 1969).

### Декабрь
- 26 декабря — Владимир Иванович Стржижевский (ум. 1940), российский военный лётчик-ас Первой мировой войны, гражданский пилот Королевства Югославии.

## Скончались
См. также: Категория:Умершие в 1894 году
- 28 января — Август Хирш (род. 1817), немецкий врач-эпидемиолог; доктор медицины; дед математика Курта Хирша[нем.].
- 19 марта — Павел Николаевич Яблочков, русский электротехник.
- 20 марта — Лайош Кошут, венгерский революционер, бывший премьер-министр Венгрии (род. 1802).
- 24 июня — Мари Франсуа Сади Карно, Президент Франции (убит анархистом в Лионе).
- 1 ноября — Александр III, император Всероссийский.
- 8 сентября — Герман Гельмгольц, немецкий физик, физиолог и психолог.
- 3 декабря — Роберт Льюис Стивенсон, английский писатель и поэт, автор приключенческих романов и повестей, крупнейший представитель английского неоромантизма (р. 1850).
- 18 декабря — Екатерина Михайловна Бакунина (р. 1810), сестра милосердия, героиня двух войн XIX века.